# Blaban
Blaban is een bestuurslaag in het regentschap Pamekasan van de provincie Oost-Java, Indonesië. Blaban telt 6465 inwoners (volkstelling 2010).